# Český lev 2011
Ceny České filmové a televizní akademie Český lev za rok 2011 byly vyhlášeny během slavnostního večera v Paláci Lucerna v Praze 4. března 2012. Večerem provázela Lucie Bílá a v přímém přenosu jej odvysílala Česká televize.

## Hlavní ceny a nominace

### Nejlepší film
- Poupata – Viktor Schwarcz (Cineart TV Prague)
- Alois Nebel – Pavel Strnad (Negativ)
- Nevinnost – Rudolf Biermann (In Film Praha) a Tomáš Hoffman (Infinity)
- Odcházení – Jaroslav Bouček (Buc-Film)
- Rodina je základ státu – Radim Procházka (Produkce Radim Procházka)

### Nejlepší režie
- Poupata – Zdeněk Jiráský
- Alois Nebel – Tomáš Luňák
- Nevinnost – Jan Hřebejk
- Odcházení – Václav Havel
- Rodina je základ státu – Robert Sedláček

### Nejlepší scénář
- Odcházení – Václav Havel
- Lidice – Zdeněk Mahler
- Nevinnost – Petr Jarchovský
- Poupata – Zdeněk Jiráský
- Rodina je základ státu – Robert Sedláček

### Nejlepší kamera
- Poupata – Vladimír Smutný
- Alois Nebel – Jan Baset Střítežský
- Lidice – Antonio Riestra
- Odcházení – Jan Malíř
- Vendeta – Martin Štrba

### Nejlepší ženský herecký výkon v hlavní roli
- Nevinnost – Anna Geislerová
- Odcházení – Dagmar Havlová-Veškrnová
- Perfect Days – I ženy mají své dny – Ivana Chýlková
- Poupata – Malgorzata Pikus
- Rodina je základ státu – Eva Vrbková

### Nejlepší mužský herecký výkon v hlavní roli
- Poupata – Vladimír Javorský
- Dům – Miroslav Krobot
- Lidice – Karel Roden
- Odcházení – Josef Abrhám
- Vendeta – Ondřej Vetchý

### Nejlepší ženský herecký výkon ve vedlejší roli
- Dům – Taťjana Medvecká
- Nevinnost – Anna Linhartová
- Odcházení – Vlasta Chramostová
- Perfect Days - I ženy mají své dny – Zuzana Bydžovská
- Rodina je základ státu – Simona Babčáková

### Nejlepší mužský herecký výkon ve vedlejší roli
- Nevinnost – Hynek Čermák
- Alois Nebel – Karel Roden
- Odcházení – Oldřich Kaiser
- Perfect Days - I ženy mají své dny – Ondřej Sokol
- Vendeta – Oldřich Kaiser

### Nejlepší střih
- Odcházení – Jiří Brožek
- Alois Nebel – Petr Říha
- Lidice – Adam Dvořák
- Nevinnost – Vladimír Barák
- Poupata – Petr Turyna

### Nejlepší zvuk
- Alois Nebel – Viktor Ekrt, Ondřej Ježek
- Lidice – Marek Hart
- Odcházení – Viktor Ekrt, Pavel Rejholec
- Poupata – Daniel Němec
- Rodina je základ státu – Radim Hladík ml.

### Nejlepší hudba
- Alois Nebel – Petr Kružík, Ondřej Ježek
- Nevinnost – Vladivojna La Chia
- Odcházení – Michal Pavlíček
- Poupata – Martin Přikryl
- Vendeta – Petr Ostrouchov

### Nejlepší výtvarné řešení
- Alois Nebel – Jaromír 99, Henrich Boraros, Noro Držiak
- Autopohádky – Pavel Koutský, Michal Žabka, Barbora Dlouhá, Libor Pixa
- Fimfárum - Do třetice všeho dobrého – Denisa Grimmová-Abrhámová, Petr Poš, Patricia Ortiz-Martínez
- Odcházení – Ondřej Nekvasil, Zuzana Ježková, Zdeněk Klika, Karel Vaňásek, Jiří Kylian
- Poupata – Jan Novotný, Jaromír Pesr, Iva Rašková, Lucie Lišková

### Nejlepší dokument
- Pod sluncem tma – Martin Mareček
- Divadlo Svoboda – Jakub Hejna
- Nickyho rodina – Matej Mináč
- Trafačka - Chrám svobody – Saša Dlouhý, Roman Vávra
- Vše pro dobro světa a Nošovic – Vít Klusák

### Český lev za celoživotní přínos
- Josef Somr

## Vedlejší ceny

### Český lev za divácky nejúspěšnější film
- Muži v naději (režie: Jiří Vejdělek)

### Český lev za nejlepší zahraniční film
- Králova řeč (režie: Tom Hooper)

### Cena Magnesia za nejlepší studentský film
- Neplavci (režie: Jakub Šmíd)
- 5,- Kč – Marek Ciccoti
- Malý okruh pozornosti – Josef Tuka
- O-Ring – Ondřej Hudeček
- Vesnice roku – Vojtěch Moravec

### Cena filmových kritiků a teoretiků za nejlepší hraný film
- Rodina je základ státu (režie: Robert Sedláček)

### Cena filmových kritiků a teoretiků za nejlepší dokumentární film
- Vše pro dobro světa a Nošovic (režie: Vít Klusák)

### Cena za nejlepší plakát
- Alois Nebel – Robert V. Novák
- Dům – Michal Gabridž a Štěpán Zálešák
- Lidice – Lukáš Andrle
- Nevinnost – Lela Geislerová
- Poupata – Helena Jiskrová